# Al-Mustansiriya University
Al-Mustansiriya University är ett universitet i Irak. Den ligger i huvudstaden Bagdad i distriktet Rusafa.